# أندي هنت
أندي هنت (بالإنجليزية: Andy Hunt)‏ (و. 1970 – م) هو لاعب كرة قدم، من المملكة المتحدة.

## روابط خارجية
- أندي هنت على موقع قاعدة بيانات كرة القدم.إي يو (الإنجليزية)
- أندي هنت على موقع Soccerbase.com (لاعب) (الإنجليزية)
- أندي هنت على موقع عالم كرة القدم.نت (الإنجليزية)